# Alexandra af Danmark
|  | Denne artikel handler om Edvard 7. af Det Forenede Kongeriges hustru. For andre betydninger, se Prinsesse Alexandra (flertydig). |
Alexandra af Danmark (Alexandra Carolina Marie Charlotte Louise Julia født 1. december 1844 i Det Gule Palæ, død 20. november 1925 på Sandringham House) var prinsesse af Danmark, dronning af Storbritannien og kejserinde af Indien. Hun var datter af Kong Christian 9. af Danmark og Louise af Hessen-Kassel.
Prinsesse Alexandra blev prinsesse af Wales, da hun den 10. marts 1863 blev gift med prinsen af Wales, den senere kong Edvard 7. af Storbritannien.

## Familie
Prinsesse Alexandra blev født den 1. december 1844 i Det Gule Palæ ved siden af Amalienborg i København som det næstældste barn og ældste datter af Prins Christian af Slesvig-Holsten-Sønderborg-Glücksborg (den senere Christian 9. af Danmark) og Louise af Hessen-Kassel. Hun blev døbt med navnene Alexandra Caroline Marie Charlotte Louise Julia men var kendt under navnet Alexandra, der også var navnet på Louises netop afdøde svigerinde, storfyrstinde Alexandra Nikolajevna af Rusland. I familien blev hun livet igennem kaldt Alix.
Da Alexandra blev født, var hendes far stadig kun prins af Slesvig-Holsten-Sønderborg-Glücksborg, en fjern og ubetydelig sidelinje til det danske kongehus, der nedstammede fra Christian 3. Familiens status ændredes i 1853, da hendes far ved udsigten til den oldenborgske slægts snarlige uddøen blev gjort til dansk tronarving. Familiens anseelse steg herefter betydeligt, og Alexandra blev prinsesse af Danmark.
Alexandra havde fem søskende: Frederik (der efterfulgte deres far som konge af Danmark), Vilhelm (der blev konge af Grækenland som Georg 1.), Dagmar (der som Maria Fjodorovna blev gift med Alexander 3. af Rusland), Thyra (der blev gift med Ernst August, Hertug af Cumberland og tronprætendent til Kongeriget Hannover) og Valdemar.
På grund af Alexandra og hans andre børn og børnebørns alliancer med andre kongelige huse, blev Christian 9. kendt som "Europas svigerfar". Som Europas svigerfar samlede han sine børn, svigerbørn og børnebørn på Fredensborg slot eller på Bernstorff slot. Særligt 1880-erne og 90-erne blev kendte for de store sammenkomster, der fandt sted. At Alexandra var søster til Dagmar, Alexander 3.'s kejserinde og mor til Nikolaj 2., forklarer den store lighed mellem de to fætre Nikolaj 2. af Rusland og Georg 5. af Storbritannien.

## Ungdom
Alexandra voksede op med sine søskende i "Det Gule Palæ", og efter at faderen blev dansk tronarving, havde familien også adgang til Bernstorff Slot. Familien var tæt knyttet, og forældrene lagde vægt på at give børnene en simpel borgerlig opdragelse, der lagde stor vægt på de kongeliges pligter. Senere blev alle børnene kendt for deres evner til at omgås mennesker, deres pligtopfyldelse og evne til at repræsentere.
Familiens midler var begrænsede under Alexandras barndom og ungdom, og Louise gjorde det klart, at de ikke kunne forvente de samme ting, som børn i deres omgangskreds var vant til.
Alexandra og de fleste at hendes søskende var ikke særlig bogligt anlagte, og senere hen blev gæster, der besøgte Danmark, chokeret over deres barnlige lege og til tider kedelige samvær.
Således voksede Alexandra op i et simpelt, men lykkeligt miljø med familien som centrum, hvilket ikke altid var tilfældet for andre kongelige og fyrstelige familier.
Alexandra var tættest knyttet til sin søster, Dagmar, og de to havde et tæt bånd til hinanden gennem hele livet. Ligeledes var Alexandra tæt med sin bror, Vilhelm, og hun besøgte ofte Grækenland, efter han var blevet udnævnt til konge.

## Forlovelse og ægteskab
I starten af 1860'erne var Dronning Victoria af Storbritannien og Prins Albert optaget af at finde en brud til deres ældste søn, Albert Edward, Fyrste af Wales. Udvalget af prinsesser for den fremtidige britiske konge var begrænset i perioden, og et stort arbejde blev sat ind for at finde ham den rette brud. Alexandra blev hurtigt en af kandidaterne, men det var ikke med udelt begejstring for den britiske kongefamilie. Dronning Victoria var ikke glad for de politiske problemer, det indebar, at Bertie blev gift med en dansk prinsesse. Storbritannien var en allieret af Preussen, og en konflikt mellem Danmark og de tyske stater vedrørende hertugdømmerne Slesvig-Holsten var under opsejling.
I sidste ende var Alexandra dog den bedste kandidat, og hun vandt sin svigermoder og resten af den britiske kongefamilie med sine beskedne manerer og skønhed. Den 24. september 1861 arrangerede dronning Victorias datter, kronprinsesse Victoria af Preussen, et møde mellem sin bror Albert Edward og Alexandra i Speyer i Tyskland. Næsten et år senere, den 9. september 1862 friede Albert Edward til Alexandra på det kongelige slot i Laeken ved Bruxelles, hjemsted for hans oldeonkel, kong Leopold 1. af Belgien, og parret blev forlovet. Inden brylluppet måtte Alexandra dog aflægge sin kommende svigermoder en længere visit, hvor dronning Victoria gjorde det klart, at hun ikke brød sig om det danske aspekt ved den unge prinsesse eller hendes familie.
I marts 1863 rejste Alexandra sammen med sin familie til England ombord på det britiske kongeskib Albert and Victoria og ankom til Gravesend i Kent den 10. marts 1863. Til anledningen havde den engelske digter Alfred Tennyson skrevet en ode til hende:
 Sea King's daughter from over the sea,
Alexandra!
Saxon and Norman and Dane are we,
But all of us Danes in our welcome of thee,
Alexandra!

 — A Welcome to Alexandra, Alfred Tennyson
Parret blev gift den 10. marts i St George's Chapel på Windsor Castle. Brylluppet blev et kæmpe tilløbstykke, og store folkemængder var på gaden for at hylde det unge par. Der var dog en del mislyde, da dronning Victoria, der var i sorg over prins Alberts død i 1861, valgte at holde brylluppet på Windsor i stedet for i London.

## Prinsesse af Wales
Alexandra var prinsesse af Wales fra 1863 til 1901, det længste nogen har båret den titel. Alexandra havde som prinsesse af Wales flere repræsentative pligter og velgørenhedsarbejde. Hun stiftede en fond til bekæmpelse af arbejdsløshed og arbejdede for hospitalsvæsenets udvikling.
Hun havde ingen politisk indflydelse i den periode, ligesom hendes mand blev udelukket fra at deltage i politik af dronning Victoria. Alexandra forsøgte dog både som prinsesse og som dronning at varetage danske og græske interesser, dog ofte uden megen succes.
Kort efter hendes ægteskab eskalerede krisen mellem Danmark og de tyske stater, og hun holdt højlydt med sit fødeland, hvilket Victoria ikke brød sig om.
Alexandra agiterede for britisk indgriben på dansk side under krigen mellem Danmark og Tyskland i 1864, og i 1890 sendte hun et langt memorandum til lord Rosebery i forbindelse med mageskiftet, hvor Storbritannien gav Helgoland til Tyskland i bytte mod kolonien Zanzibar. Alexandra fik megen ros for sin henvendelse, men den fik ingen praktisk betydning. Dronning Victoria skrev: "Hvad kunne være mere smerteligt for vor familie end de politiske vanskeligheder, vi blev sat i, under krigene med Danmark?" Den tyskættede dronning ønskede ingen dansk sejr.
Alexandra dedikerede sin tid til sine børn og sine sociale pligter. Edvard var meget glad for at deltage i selskabslivet, hvilket Alexandra også deltog i for at glæde ham, ligesom parret selv afholdt flere baller og fester om året. Ægteskabet var lykkeligt, men bar præg af Edvards livsstil og offentlige affærer og skandaler. Alexandra støttede sin mand, når sagerne opstod.
Alexandra blev et modeikon, og hendes tøjstil blev kopieret af andre modebevidste kvinder. Da hun blev halt på det ene ben efter en svær fødsel, kopierede kvinderne den såkaldte " Alexandra limp."
Parret havde som bolig Marlborough House i London og Sandringham House i Norfolk. Sandringham blev Alexandras foretrukne hjem, og hun indrettede det efter sin egen personlige smag.

## Dronning
Dronning Victoria døde i 1901, og Alexandra og Edvard blev det nye kongepar. En storslået kroning blev planlagt, den første siden Victorias i 1838. Edvard blev dog syg umiddelbart inden, og den blev udsat til senere på året.
Som dronning beholdt hun de samme sociale gøremål, hun havde haft tidligere, og hun beholdt mange af sine hoffolk.
Edvard tillod hende efter sigende ikke at læse statspapirerne, og hun måtte ikke deltage i nogle af de officielle besøg, da han var bange for, at hun ville blande sig. Hun var meget antitysk som resten af den danske kongefamilie og tillod ikke noget, der gavnede Tyskland, ligesom hun var dybt mistroisk overfor den tyske kejser, Vilhelm 2.
Parrets regeringstid blev siden kendt for dens dekadence og mode, i skarp kontrast til 1. verdenskrig, der fulgte efter Edvards død.
Alexandra blev den første dronning til at besøge det britiske underhus under en debat.
Edvard, der allerede var en ældre herre, da parret kom på tronen, havde et dårligt helbred og døde i 1910.

## Enkedronning
Alexandra blev med alderen mere og mere tunghør, og hun tilbragte en stor del af sin enketid i Danmark, dels hos familien på Fredensborg, dels på Hvidøre Slot, som hun købte sammen med sin søster, enkekejserinde Dagmar af Rusland.
I England dedikerede hun sit liv til velgørenhed og stiftede Alexandra Rose Day, hvis overskud gik til de fattige.
Alexandra havde bevaret et ungdommeligt udseende det meste af livet, men under 1. verdenskrig ældedes hun hurtigt og begyndte at gå med slør og kraftig makeup.
De sidste år var hun fysisk svækket og besøgte ikke længere Danmark eller udlandet.
Alexandra døde i 1925 på Sandringham.

## Børn
De fik seks børn:
- Prins Albert Victor af Storbritannien (1864-1892)
- Kong George V af Storbritannien (1865-1936)
- Prinsesse Louise af Storbritannien (1867-1931)
- Prinsesse Victoria af Storbritannien (1868-1935)
- Prinsesse Maud af Storbritannien (1869-1938)
- Prins Alexander John af Storbritannien (1871-1871)